# Здание банка (Брест)
Здание банка (бел. Будынак банка) — памятник архитектуры XX века, расположенный в историческом центре Бреста на площади Ленина. В ряду зданий улицы Ленина является объектом Государственного списка историко-культурных ценностей Республики Беларусь.

## История

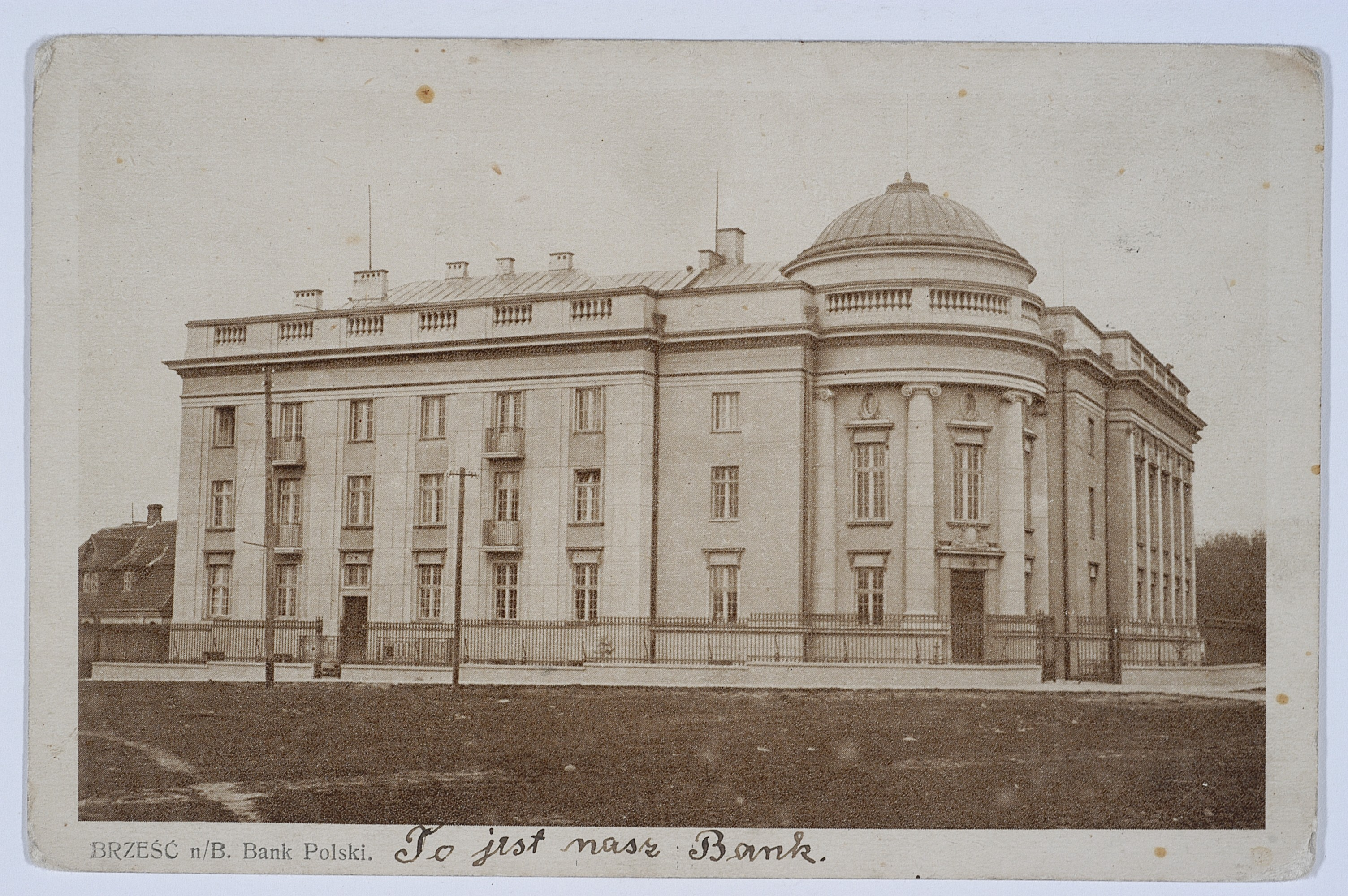
Здание Банка Польского в 1930 году

До второй половины 20-х годов XX века нечётная сторона Романовского проспекта (ныне — улица Ленина) не была застроена. После вхождения Бреста и всей Западной Беларуси в состав Польской Республики было принято решение об освоении этой огромной территории ансамблем из зданий для городских и воеводских учреждений. Первым таким сооружением стало отделение Банка Польского, построенное в 1926 году в нетипичном для того времени для Бреста стиле неоклассицизма по проекту архитектора Станислава Филасевича. Земельный участок в 3610 м² обошёлся Польскому банку в 27075 злотых, что по тем временам являлось огромной суммой.
К началу Второй мировой войны, когда Западная Белоруссия вошла в состав СССР, в хранилищах банка находилась некоторая сумма денежных средств, которые польским властям эвакуировать не удалось. Новая, советская, власть, застала банковских служащих за порчей дензнаков, о чём незамедлительно было доложено секретарю ЦК КП(б) Беларуси Надежде Григорьевне Грековой.
Советским Союзом были национализированы все активы польского государства, а в здании бывшего Банка Польского разместилась областная контора Госбанка СССР. В годы немецкой оккупации (1941—1944) здание банка использовалось одним из германских банков, а после освобождения Бреста в июле 1944 года контора Госбанка СССР возобновила здесь свою работу.
В настоящее время в здании по улице Ленина, 9, располагается Главное управление Национального банка Беларуси по Брестской области.

## Архитектура
Здание банка, построенное в стиле неоклассицизма, имеет три этажа, а также довольно высокий цокольный этаж. Оно состоит из двух взаимно перпендикулярных крыльев, соединённых объёмом в виде доминирующей над всей постройкой ротонды со сферическим куполом. Акцент сделан на ориентированных на площадь и улицу Ленина объёмах, стены которых расчленены пилястрами с ионическими капителями и колоннами. В декоративной обработке фасадов использованы сферические ниши, сандрики на фигурных кронштейнах, лепные элементы. Здание завершено развитым карнизом, над которым — парапет-балюстрада.
Планировка здания коридорная. По периметру круглого в плане вестибюля размещены гранёные столбы. Стены вестибюля и его парадные витые лестницы декорированы рустом. Стены фойе на втором этаже ротонды и операционный зал расчленены пилястрами и украшены лепными элементами.
До наших дней здание Банка Польского дошло практически в неизменённом виде.